# Perillo

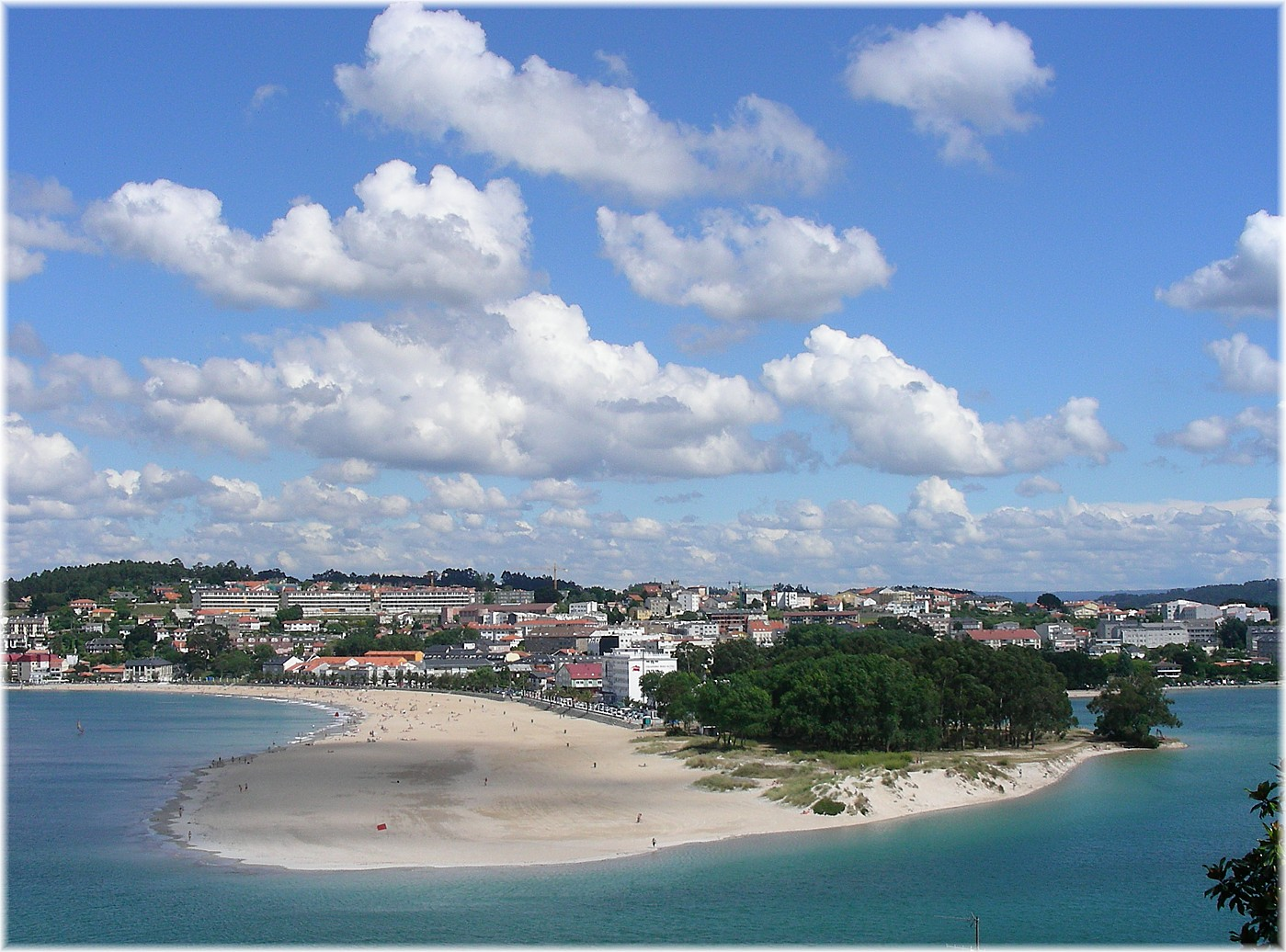
Platja de Santa Cristina.

Santa Locaia de Perillo és una parròquia i localitat del municipi gallec d'Oleiros, a la província de la Corunya.
Es troba a la zona sud-oest del municipi i limita al nord amb la ria de la Corunya, a l'est amb la parròquia de Liáns, al sud amb el municipi de Culleredo i a l'oest amb el municipi de la Corunya.
Tenia l'any 2015 una població de 8.143 habitants agrupats en 3 entitats de població: Bastiagueiro, Perillo i Santa Cristina.

## Santa Cristina
Santa Cristina es troba a la costa est de la ria de la Corunya, a l'oest de Bastiagueiro i al nord de Perillo. La platja de Santa Cristina, molt visitada pels surfistes, és la més llarga del municipi d'Oleiros. Al voltant del seu passeig marítim es concentren la major part dels locals d'hostaleria.